# Настільний теніс на Олімпійських іграх
Змагання з настільного тенісу на літніх Олімпійських іграх вперше з'явилися на Олімпійських іграх 1988 в Сеулі та з того часу включалися в програму кожних наступних Ігор. Спочатку змагання проходили в одиночному і парному розрядах, командний розряд був введений на Олімпійських іграх 2008 в Пекіні замість парного. У цьому виді спорту розігруються 4 комплекти нагород.

## Медалі
| Місце  | Країна                  | Золото | Срібло | Бронза | Загалом |
| ------ | ----------------------- | ------ | ------ | ------ | ------- |
| 1      | Китай (CHN)             | 20     | 13     | 8      | 41      |
| 2      | Південна Корея (KOR)    | 3      | 2      | 12     | 17      |
| 3      | Швеція (SWE)            | 1      | 1      | 1      | 3       |
| 4      | Німеччина (GER)         | 0      | 2      | 1      | 3       |
| 5      | Північна Корея (PRK)    | 0      | 1      | 2      | 3       |
| 6      | Китайський Тайбей (TPE) | 0      | 1      | 1      | 2       |
| 6      | Франція (FRA)           | 0      | 1      | 1      | 2       |
| 6      | Югославія (YUG)         | 0      | 1      | 1      | 2       |
| 9      | Гонконг (HKG)           | 0      | 1      | 0      | 1       |
| 9      | Сінгапур (SIN)          | 0      | 1      | 0      | 1       |
| 11     | Данія (DEN)             | 0      | 0      | 1      | 1       |
| Всього | Всього                  | 24     | 24     | 28     | 76      |